# MCabber
MCabber is een open source chatprogramma dat het XMPP-protocol voor instant messaging gebruikt. Het programma heeft een tekstuele gebruikersinterface op basis van ncurses en draait onder verschillende platformen waaronder Linux, FreeBSD en Mac OS X. MCabber is beschikbaar in het Frans, Pools, Oekraïens, Duits, Nederlands en Engels.

## Mogelijkheden
- Beveiligde verbindingen
- OpenPGP